# Молекулярна спектроскопія
Молекуля́рна спектроскопі́я (рос. молекулярная спектроскопия, англ. molecular spectroscopy, нім. molekulare Spektroskopie f) — розділ спектроскопії, що охоплює вивчення абсорбційних, емісійних спектрів, а також спектрів комбінаційного розсіяння молекул.
Вивчає молекулярні спектри випромінювання, поглинання та відбивання електромагнітних хвиль у діапазоні хвильових чисел 103—105 см−1.
До молекулярної спектроскопії відносяться розділи  оптичної спектроскопії:
- інфрачервона спектроскопія (ІЧ-спектроскопію),
- спектроскопія у видимій частині спектру;
- ультрафіолетова спектроскопія (УФ-спектроскопію).

Молекулярну спектроскопію використовують для визначення структури, функцій і динаміки поведінки різних речовин за допомогою їхніх електромагнітних характеристик, дослідження кінетики хімічних реакцій, складу речовин, зокрема визначення наявності в речовині функційних груп та структурних фрагментів, ідентифікації міжфазних взаємодій тощо.